# Paressí
Paressí (Paresi, Paresí, Pareci, Paressi, Ariti, Indijanaca s Mato Grossa u Brazilu, naseljeno danas u nekih 15 do 20 sela, na području koje zauzima oko 6.000 četvornih kilometara (Chapada dos Parecis). Jezično pripadaju porodici Arawakan a najsrodniji su im Sarave (Payne, 1991a: 364). 
Prema mitu stvoreni su od stijene, a kulturni heroj Wazare raselio ih je po Chapadi. Među njima razlikuje se nekoliko skupina: Paresí (Paressí, Pacecí); Halití; Cabixi; Waimaré (centralni); Caxiniti (istočni); Kozarini ili Cozárini (zapadni). 
Paressi danas žive na 8 rezervata na Mato Grossu, to su: AI Estivadinho, AI Rio Formoso, AI Figueiras, AI Capitão Marcos, AI Estação Rondon, AI Juininha, AI Umutina i AI Utiariti. Populacija: 1,200 (1994. SIL). 

## Vanjske poveznice
- Paresi